# 여인과 군상

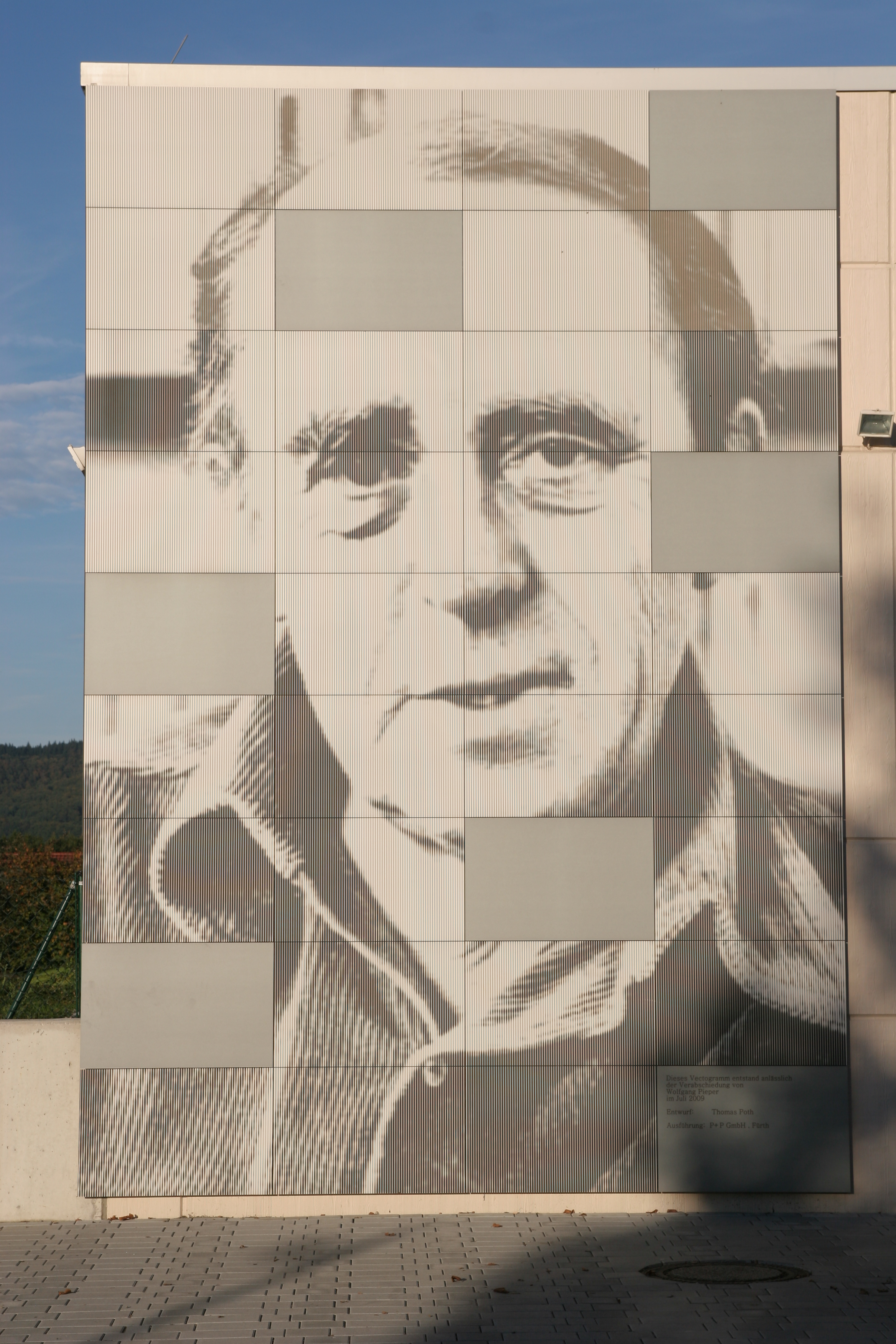

여인과 군상(독일어: Gruppenbild mit Dame)은 하인리히 뵐의 문학 작품이다. 자본주의 사회를 역행하는 주인공 레니의 삶을 주변 인물들의 입을 빌려 구성한다. 사회적 약자들만이 등장하는 이 작품을 통해서 뵐은 이윤만을 추구하는 사람들에게 경각심을 일깨우고 인간적인 것의 가치를 새로이 부각한다. 경제 발전을 위해 환경 파괴를 서슴지 않는 현대 사회에도 시사하는 바가 크다.
뵐은 이 작품으로 노벨 문학상을 수상했다.

## 배경
소설의 주인공 레니 파이퍼는 재산 축적이 최고의 목표가 되고 있는 자본주의 사회에서 돈에 가치를 부여하지 않는 인물이다. 경제적으로 어려운 처지에 있으며, 그녀의 아들 또한 성취 지향적 사회에서 능력 발휘를 거부하고 자본주의 사회에 저항함으로써 감옥에 들어가 있다. 그녀는 항상 필요한 만큼만 벌었다. 따라서 그녀는 “명예욕이란 없다”는 평가를 받고, 주변 사람들로부터 “몽상가”로 불리고 “비정상적”이라고 치부된다.
뵐은 이윤만을 추구하고 성공하기 위해서 팔꿈치로 밀어내면서 투쟁하는 거대 자본주의 사회에서는 기회 균등이 이루어질 수 없다고 본다. 그리고 바로 이것이 젊은이들의 문제라고 강조한다. 따라서 그는 레니와 그의 아들 레프를 이 왜곡된 사회에 정면 도전을 하는 인물로 그린다. 이 모자는 터전이 없는 외국인 노동자들에게 쉴 수 있는 힘을 부여하고 인간에 대한 신뢰감을 심어 준다. 이로써 작가는 일련의 작품에서 일관되게 행하고 있는 ‘인간적인 것의 미학’을 실천한다.
뵐은 자본주의의 상업성과 시장경제 논리 속에서는 서로가 서로의 적이기 때문에 허위적인 연대감과 불신만이 존재한다고 말한다. 따라서 노동에 대한 사고방식을 전환할 필요가 있다고 피력하면서, 레니와 레프를 내세워 필요한 만큼만 버는 새로운 인간형의 한 예를 보여 주고 있다.